# 超音波洗浄機
超音波洗浄機（ちょうおんぱせんじょうき）は、20～50kHz程度の超音波を用いて洗浄する器具である。
超音波洗浄器は宝石、レンズなどの光学製品、コイン、時計、歯科及び外科治療で使われる器具、万年筆、機械部品、電子機器など精密機械の洗浄に用いられる。宝石の加工、時計工場、携帯電話の修理などで日常的に使われている。
超音波洗浄器では、洗浄する物体を容器に入れ、超音波を伝導する液体（水または有機溶媒）に洗浄する物体を浸す。水で洗浄する場合は、表面張力を打ち消すために界面活性剤を入れる。超音波を発生させる装置は器具に内蔵されているか、液体中に入れて使う場合もある。超音波は電子的に発生させる。洗浄のメカニズムは微細な泡の発生と破裂（キャビテーション）に伴うエネルギーによるものであり、泡が破裂すると物体の表面から汚れが浮き上がる。超音波の周波数がより高いほど、泡の発生するポイントが多くなり、より高精度の洗浄ができる。発生する泡は10000度にも達し、1cm2 当たり3.5tにも達することもあるが、汚れの除去が主たる結果であるように、とても小さいものである。
また、溶解しにくい溶質を溶解させる際に容器を洗浄機内に漬けて超音波により迅速に溶解させたり、有機合成を行う際に溶質と溶媒の入った容器を漬けて反応を促進させるという使用も可能である。
工業的に使われる超音波洗浄器は、自動車、スポーツ用品、印刷、海事、医療、製薬、電気めっき、技術開発、軍事産業などに使われる。家庭用のものも販売されていて容易に入手できる。

## 日本での法規制
日本では、電波法にいう高周波利用設備に該当し、出力が50Wを超えるものについて従前は高周波利用設備許可状を要したが、1983年（昭和58年）に郵政省（現 総務省 ）の型式指定制度の対象となり許可状は不要となった。更に1985年（昭和60年）には型式確認制度に移行した。
- 型式指定とは製造業者又は輸入業者が電波法令の技術的条件に関する内容を郵政大臣（現 総務大臣）に申請し、審査結果が適合しているものについて郵政大臣が型式を告示することである。
- 型式確認とは製造業者又は輸入業者が技術的条件に適合しているかを自己確認した内容を届け出て、郵政大臣が型式を告示することである。
- この制度に関する表示は、当初が横径3cm、縦径1.5cmの楕円形、2006年（平成18年）より横長径が2cm以上の楕円形又は横長辺が5mm以上の長方形である。

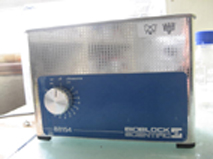
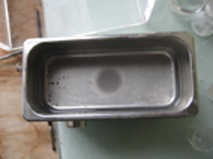

## 類似の商品
微振動洗浄機がある。これは小型のものであれば乾電池でおもちゃ用などのモーターを回転させその振動で洗浄するシンプルなもので、安価である。
洗浄力は有しているものの、キャビテーションを生じる程の出力は無く、あくまで振動によって細かい隙間までを洗浄する物であり、超音波洗浄機ほどの洗浄力は無い。使い方の要領は超音波洗浄機とほぼ同じである。
- 注意　これはこれでたしかに洗浄力はあるのだがあくまで微細な振動によって細かい隙間までを洗浄する物であり、超音波洗浄機ほどの洗浄力は無い。しかし、Webサイトや広告でこの機器を超音波洗浄機としてまたは『超振動洗浄機』と言う良く似た名称で、虚偽に販売している商品がある（数本の乾電池程度の電力では超音波を強く長時間放つのは、明らかに無理である）ので、購入の際には注意されたい。